# Hinterbach (Finkenbach)
Der Hinterbach ist der 9,4 km lange rechte Quellbach des Finkenbaches. Das Kartenwerk des Hessischen Ministeriums für Umwelt, Klimaschutz, Landwirtschaft und Verbraucherschutz WRRL in Hessen gibt widersprüchliche Auskünfte dazu, ob er die gleiche Gewässerkennzahl 238968 wie der Finkenbach hat, jedoch hat er nach dem Kartenwerk der Landesanstalt für Umwelt Baden-Württemberg die Gewässerkennzahl 2389682 und wird dort damit als Zufluss des Finkenbachs mit Hauptoberlauffolge Airlenbach → Falkengesäßer Bach angesehen, der demnach zwar bis zum Zusammenfluss genauso lang ist (9,4 km), aber ein etwa um ein Drittel größeres Teileinzugsgebiet (22,8 km²) zu dem des Finkenbachs beiträgt.

## Geographie

### Verlauf
Der Hinterbach entsteht im Odenwald nördlich von Oberzent-Olfen, innerhalb des Fauna-Flora-Habitates Rotes Wasser von Olfen an der Grenze zwischen der Gemarkung Wald-Michelbach-Affolterbach und Oberzent-Olfen. Er fließt zunächst in Richtung Süden, seiner Hauptfließrichtung, die er im Wesentlichen bis zu seinem Zusammenfluss mit dem Falkengesäßerbach beibehält, durch eine Feuchtwiese. Nach der Unterquerung der Eichenstraße läuft er am östlichen Ortsrand von Olfen entlang und durchquert die Ortschaft. Zwischen Klein Knöschen auf der rechten Seite und Hortel auf der linken verläuft sein Weg durch eine rechts und links von Wäldern eng begrenzte Wiese. Nach dem Wechsel auf die Gemarkung Oberzent-Raubach weitet sich sein Wiesengrund aus. Sein Lauf führt nun rechts am Kleinen Tal und links an der Saubuche und etwas weiter südlich am Menschenkopf und am Leonhardskopf vorbei. Nach einem längeren Weg vorbei am Fichtelberg und am Steinberg erreicht er den Nordrand von Oberzent-Hinterbach. Er passiert Hinterbach und erreicht schließlich Oberzent-Finkenbach, wo er sich nach seinem 9,4 km langen Weg mit dem linken Falkengesäßerbach zum Finkenbach vereinigt.
Der Hinterbach ist ein ca. 9,4 km langer, feinmaterialreicher, silikatischer Mittelgebirgsbach.

### Einzugsgebiet
Das 16,8 km² große Einzugsgebiet des Hinterbachs liegt im Sandsteinodenwald und wird über den Finkenbach, den Laxbach, den Neckar und den Rhein zur Nordsee entwässert.
Es grenzt
- im Nordosten an das des Marbachs, eines Zuflusses der Mümling, die in den Main mündet
- im Osten an das des Falkengesäßerbachs
- im Westen an das des Ulfenbach-Zuflusses Dürr-Ellenbach
- und im Nordwesten an das des Ulfenbachs direkt, der selbst rechter Oberlauf des Laxbachs ist.

Die höchste Erhebung ist der 548 m hohe Spessartskopf im Nordnordwesten des Einzugsgebietes, das fast vollständig bewaldet ist.

## Sehenswürdigkeiten
In Oberzent-Hinterbach steht der letzte erhaltene hydraulische Widder des Odenwaldes.